# 克林顿 (克林顿县)
克林顿（英語：Clinton）是美国纽约州克林顿县的一个镇，地处克林顿县西北角，同时位于普拉茨堡西北。2010年美国人口普查时，该镇有737人。克林顿镇于1845年建立。其面积为67.1平方英里。